# Береза Галина Сергіївна
Галина Сергіївна Береза (нар. 11 лютого 1939, село Юзефин, тепер село Городок Луцького району Волинської області) — українська радянська діячка, ланкова колгоспу села Коршів Луцького району Волинської області, Герой Соціалістичної Праці (8.04.1971). Депутат Верховної Ради УРСР 10—11-го скликань. Член Ревізійної комісії КПУ в 1981—1986 роках. Член ЦК КПУ в 1986—1990 роках.

## Біографія
Народилася в селянській родині. У 1954 році закінчила Одерадівську восьмирічну школу Сенкевичівського району Волинської області.
У 1954—1958 роках — колгоспниця колгоспу імені Щорса села Городок Сенкевичівського району Волинської області. У 1958—1964 роках — завідувачка дитячих ясел (дитячого садка) колгоспу імені Лесі Українки села Коршів Луцького району Волинської області.
У 1964—1992 роках — ланкова механізованої ланки із вирощування цукрових буряків колгоспу імені Лесі Українки (з 1974 до 1987 року — імені Чапаєва; з 1987 до 1992 року — імені Дзержинського) села Коршів Луцького району Волинської області.
З 1966 по 1969 роки навчалася в Новокоршівській вечірній школі сільської молоді Луцького району, де отримала середню освіту. З 1969 по 1972 рік навчалася в Горохівському радгоспі —технікумі Волинської області та здобула спеціальність агронома.
Член КПРС з 1973 року.
У 1992—1994 роках — голова Коршівської сільської ради Луцького району Волинської області.
Потім — на пенсії.

## Нагороди
- Герой Соціалістичної Праці (8.04.1971)
- орден Леніна (8.04.1971)
- орден Жовтневої революції (1973)
- медалі
- Заслужений працівник сільського господарства Української РСР (1989)